# Белжице
Белжице (пољ. Belzyce) је град у Пољској, средиште општине, у лублинском војводству.

## Историја
Године 1416. започео је процес градског насељавања, а следеће године је краљ Владислав Јагело дао званичан документ, којим је дозволио да се Белжице побољша. Прво, град је био насељен земљорадницима, занатлијама, трговцима и произвођачима алкохола. Саграђена је црква брвнара и створена католичка парохија светог Павла. 16. и 17. век су били период протестантског утицаја на том подручју. Белжице је постало протестантско средиште Пољске браће у Малој Пољској. Нова католичка црква подигнута је 1670. (стара је повучена 1654. године) и 113 година касније у граду више нема протестаната, јер је њихова црква изгорела 1783. године. 19. век је био период промена, јер је замак претворен у дестилерију. Године 1860. град је заузимао скоро 950 ха са око 150 објеката.
Статус града је изгубило после слома јануарског устанка 1869. године. За време хитлеровске окупације у граду је погинуло 3,5 хиљада људи тј, 60% становника. 22. маја 1942. 3.000 Јевреја из гета Белжице послато је у Мајданек и Собибор, где су завршили у гасним коморама. Белжице су поново постале град 1958. године. Друга половина 20. века донела је мало побољшања у Белжице. 1971. године компанија „Warmasz” (Варшавска фабрика прехрамбених машина) отворила је своју фабрику у Белжицу, коју је касније заменила фабрика опреме за производњу крема „Spomasz”.

## Демографија
| 2021. |
| ----- |
| 6.290 |

## Атракције
- Белжицки замак
- Црква грађена у стилу касне ренесансе (1654—1706)

## Саобраћај
У граду се укрштају регионални путеви:
- 747 правац Липско — Ополе Лубелскје — Белжице — Лублин
- 827 правац Налечов
- 834 правац Бихава